# Munditia echinata
Munditia echinata là một ốc biển nhỏ, là động vật thân mềm chân bụng sống ở biển trong họ Liotiidae. It occurs at the Three Kings Islands, New Zealand.
The species is found at depths of about 475 m. Its shell is very small, solid, boldly sculptured with three spiral rows of long spines, otherwise the surface is smooth. It is white in colour trở lên to 0.6 mm high and 1.4 mm wide.